# Rivière Matawawaskweyau
Rivière Matawawaskweyau är ett vattendrag i Kanada.   Det ligger i provinsen Québec, i den östra delen av landet, 600 km norr om huvudstaden Ottawa. Rivière Matawawaskweyau ligger vid sjön Lac Katutupisisikanuch.
I omgivningarna runt Rivière Matawawaskweyau växer i huvudsak barrskog. Trakten runt Rivière Matawawaskweyau är nära nog obefolkad, med mindre än två invånare per kvadratkilometer.